# SNOWKEL SNORKEL
『SNOWKEL SNORKEL』（シュノーケル シュノーケル）は、日本のロックバンド、シュノーケルの通算1作目のスタジオ・アルバム。2006年4月26日にSME Recordsより発売された。

## 解説
2004年に結成されたシュノーケルにとって、メジャーレーベルから発売された初のスタジオ・アルバム。
シングルとして発売された「大きな水たまり」「波風サテライト」「旅人ビギナー」、インディーズ盤『ソラカラフル』収録曲の「レコード」のリミックスバージョン、タイアップ曲を含めた全11曲を収録。
本作の制作は、「アルバム」を意識せずに進められ、各楽曲の強いものを選んでは録音するという作業が繰り返された。また、収録された楽曲の中にはバンド結成以前に書かれた楽曲などが含まれており、西村晋弥は「足掛け6年ぐらいの曲の中から自信作を選んだ感じ。」と語っている。なお、8月に4thシングルとして発売された「solar wind」は、本作のレコーディング時に制作された楽曲。
ジャケットのイラストはジム・ウードリング、その他歌詞カードのイラストは香葉村多望が手がけた。
初回限定仕様でステッカーが封入された。
2006年9月19日に本作のバンドスコアが発売された。
収録曲のうち6曲は、2009年に発売されたベスト・アルバム『Best+』に収録されている。

## 収録曲
| 全作詞・作曲: 西村晋弥。 |                                   |           |            |                         |      |
| #                        | タイトル                          | 作詞      | 作曲・編曲 | 編曲                    | 時間 |
| 1.                       | 「波風サテライト」                | 西村晋弥  | 西村晋弥   | シュノーケル 上田ケンジ | 4:11 |
| 2.                       | 「パントマイム」                  | 西村晋弥  | 西村晋弥   | シュノーケル tasuku     | 3:54 |
| 3.                       | 「旅人ビギナー」                  | 西村晋弥  | 西村晋弥   | シュノーケル 河野圭     | 4:45 |
| 4.                       | 「アマヤドカリとキリギリス」      | 西村晋弥  | 西村晋弥   | シュノーケル tasuku     | 3:24 |
| 5.                       | 「62」                            | 西村晋弥  | 西村晋弥   | シュノーケル tasuku     | 5:53 |
| 6.                       | 「エスパー」                      | 西村晋弥  | 西村晋弥   | シュノーケル 河野圭     | 4:09 |
| 7.                       | 「大きな水たまり」                | 西村晋弥  | 西村晋弥   | シュノーケル 上田ケンジ | 5:15 |
| 8.                       | 「100,000hp」                     | 西村晋弥  | 西村晋弥   | シュノーケル tasuku     | 4:15 |
| 9.                       | 「レコード」(SNOWKEL SNORKEL mix) | 西村晋弥  | 西村晋弥   | シュノーケル 上田ケンジ | 5:01 |
| 10.                      | 「REWIND」                        | 西村晋弥  | 西村晋弥   | シュノーケル tasuku     | 3:52 |
| 11.                      | 「夏の恐竜」                      | 西村晋弥  | 西村晋弥   | シュノーケル 河野圭     | 4:47 |
| 合計時間:                | 合計時間:                         | 合計時間: | 49:26      |                         |      |

## 曲の解説
シングル収録曲の詳細は各項目を参照。
1. 波風サテライト
2ndシングル。
シュノーケルのオリジナル・アルバムで、1曲目がシングル曲なのは本作のみとなっている。
2. パントマイム
3. 旅人ビギナー
3rdシングル。
4. アマヤドカリとキリギリス
「シュレッダーとストレンジャー」から続く「カタカナとカタカナ」シリーズの第2弾にあたる楽曲[6]。
5. 62
本作で最も古い楽曲で、西村が高校時代に書いた楽曲[3]。10代の頃に香葉村多望が西村から渡されたデモテープに収録されていた楽曲のうちの1曲[7][注釈 1]。
6. エスパー
ベスト・アルバム『Best+』にも収録されている。
7. 大きな水たまり
1stシングル、メジャーデビューシングル。
8. 100,000hp
本田技研工業「翼ある人。自由へ篇」CMソング[8]。
タイトルは「ジュウマンエイチピー」と読む[2]。
ベスト・アルバム『Best+』にも収録された。
9. レコード(SNOWKEL SNORKEL mix)
インディーズ盤『ソラカラフル』収録曲のリミックスバージョン
原曲よりもギターの音が強調され、キーボード音が控えめになっている。
ミュージック・ビデオが制作されており、『Best+』の初回限定盤のみに付属するDVDに収録されている。渡辺慶将が監督を務めた作品で、2004年に行われた初のワンマンライブ「新水深呼吸」をはじめとしたライブ映像も一部使用されている。
ベスト・アルバム『Best+』にも収録された。
10. REWIND
ドラムソロから始まり、ドラムソロで終わる楽曲。
11. 夏の恐竜
本作で最も新しい楽曲[3]。

## 参加ミュージシャン
- 西村晋弥：ボーカル、ギター
- 香葉村多望：ベース
- 山田雅人：ドラムス
- tasuku：プログラミング（＃2,4,5,8,10）
- 河野圭：プログラミング（＃3,6,11）
- 十川知司：アコースティックピアノ（＃1）、キーボード（＃7）、プログラミング（＃1,7）
- 弦一徹ストリングス：ストリングス（＃5）
- 皆川真人：キーボード（＃9）

## ライブ映像作品
シングル収録曲については各項目を参照
エスパー
- popcorn labyrinth（特典DVD）

100,000hp
- popcorn labyrinth（特典DVD）